# Agathammina
Agathammina es un género de foraminífero bentónico de la subfamilia Hemigordiopsinae, de la familia Hemigordiopsidae, de la superfamilia Cornuspiroidea, del suborden Miliolina y del orden Miliolida. Su especie tipo es Serpula pusilla. Su rango cronoestratigráfico abarca desde el Namuriense (Carbonífero superior) hasta el Zechstiense (Pérmico superior).

## Clasificación
Agathammina incluye a las siguientes especies:
- Agathammina ampla †
- Agathammina antiqua †
- Agathammina austroalpina †
- Agathammina bella †
- Agathammina daxiakouensis †
- Agathammina elongata †
- Agathammina judicariensis †
- Agathammina magna †
- Agathammina magnatuba †
- Agathammina mississippiana †
- Agathammina multa †
- Agathammina multispira †
- Agathammina ovata †
- Agathammina parafusiformis †
- Agathammina protea †
- Agathammina psebaensis †
- Agathammina pusilla †
- Agathammina rosella †
- Agathammina spiroloculiformis †

Otras especies consideradas en Agathammina son:
- Agathammina inconstans, de posición genérica incierta
- Agathammina iranica, de posición genérica incierta
- Agathammina kosoviensis, de posición genérica incierta
- Agathammina mandulaensis, de posición genérica incierta
- Agathammina paserii, de posición genérica incierta